# Rue Siméon-Foucault
La rue Siméon-Foucault est une rue de Nantes.

## Situation et accès
Située dans le centre-ville de Nantes, longue d'environ 70 mètres, c'est une artère bitumée, ouverte à la circulation qui part de la rue Saint-Léonard pour aboutir allée d'Erdre.

## Origine du nom
Elle rend mémoire à Siméon Foucault, sculpteur nantais. 

## Historique
À l'angle de la rue Léon-Blum, se trouvait un bâtiment datant de 1765, dessiné par l’architecte Jean-Baptiste Ceineray, qui servit de Muséum d’Histoire Naturelle de 1810 à 1875, après avoir abrité, de 1766 à la Révolution, l’École de Médecine,.
Après avoir porté le nom de « rue de l'ancien Muséum », elle devient la « rue Siméon-Foucault » par délibération du conseil municipal du 2 mars 1931.